# Catu
Catu é um município brasileiro localizado no estado da Bahia.

## Demografia

### População
Segundo o Censo de 2010 do Instituto Brasileiro de Geografia e Estatística (IBGE), a população de Catu era de 51.077. Sua população, conforme as estimativas do IBGE de 2024, era de 55 222 habitantes.

## Galeria de imagens

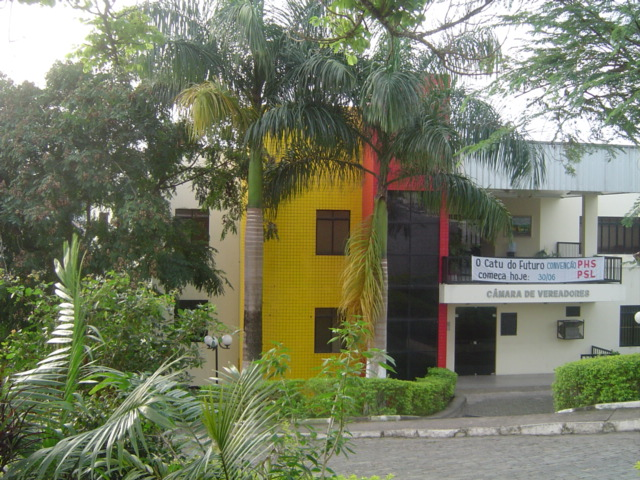
‎Câmara dos vereadores
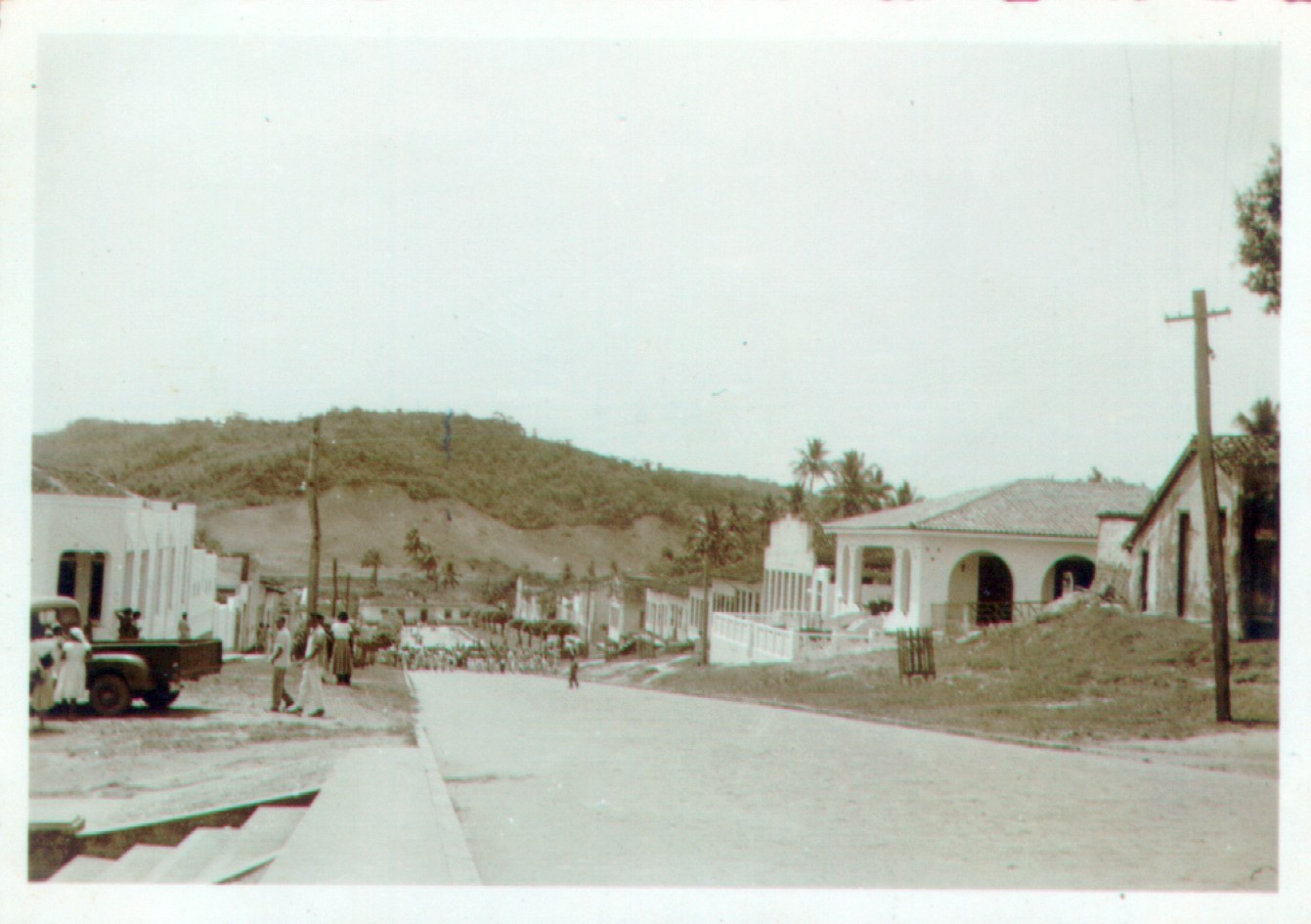
Avenida Padre Cupertino
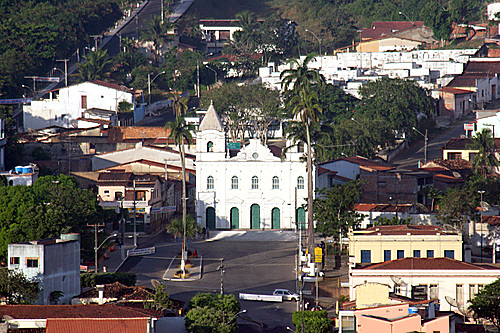
Imagem aérea da Igreja Católica e da Praça Duque de Caxias
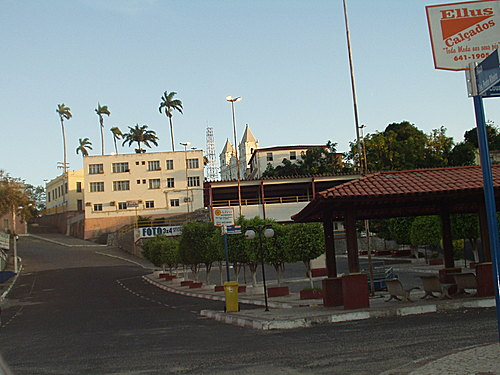
Prédio da prefeitura